# Малхион Антиохийский
Малхион Антиохийский (греч. Μαλχίων πρεσβύτερος Αντιοχείας) — священник из Антиохии, живший в период царствования императоров Клавдия II и Аврелиана. Малхион был уважаем за своё знание христианских трудов, кроме того, он был главой антиохийской школы греческой литературы. Известен тем, что участвовал в третьем Антиохийском соборе (269) и сыграл определяющую роль в осуждении и низвержении Павла Самосатского, архиепископа Антиохии. В ходе дискуссии с Павлом Малхион открыто обвинил того в ереси и добился его низложения.
В труде Евсевия Кесарийского под названием «Церковная история» частично сохранилось письмо Малхиона на эту тему. В этом открытом письме, адресованном папе римскому Дионисию, папе александрийскому Максиму и всем епископам, клирикам по всему миру, Малхион яростно осуждает архиепископа Антиохии.